# Macgregor Fullarton MacIntosh
Pour les articles homonymes, voir McIntosh.
Macgregor Fullarton MacIntosh (25 août 1896-1958) est un homme politique canadien de la Colombie-Britannique. Il est député provincial conservateur de la circonscription britanno-colombienne de The Islands de 1937 à 1941.
MacIntosh, participe à la Première et Seconde Guerre mondiale et atteint le grade de colonel.